# Gerhard Nenning
Gerhard Nenning, né le 29 septembre 1940 à Lech am Arlberg et mort le 22 juin 1995 à Brégence, est un skieur alpin autrichien membre du Ski Club de l'Arlberg.

## Palmarès

### Jeux olympiques d'hiver
| Épreuve / Édition | Descente | Slalom géant | Slalom |
| JO 1964 Innsbruck | 7e       | 6e           | 7e     |
| JO 1968 Grenoble  | 9e       | 8e           | —      |

### Championnats du monde
| Épreuve / Édition      | Descente | Slalom géant | Slalom | Combiné |
| Mondiaux 1962 Chamonix | 5e       | 8e           | Bronze | Argent  |
| JO 1964 Innsbruck      | 7e       | 6e           | 7e     | Argent  |
| Mondiaux 1966 Portillo | 7e       | Abandon      | 13e    | —       |
| JO 1968 Grenoble       | 9e       | 8e           | —      | —       |

### Coupe du monde
Gerhard Nenning obtient son meilleur classement général en 1968, avec la 4e place. Il a par ailleurs remporté le classement de la Coupe du monde de descente cette même année. Nenning est monté à trois reprises sur le podium, pour trois victoires obtenues à chaque fois en descente.

#### Différents classements en Coupe du monde
| Saison / Épreuve | Saison / Épreuve | Général | Général | Descente | Descente | Slalom | Slalom | Slalom géant | Slalom géant |
| ---------------- | ---------------- | ------- | ------- | -------- | -------- | ------ | ------ | ------------ | ------------ |
| Saison / Épreuve | Saison / Épreuve | Class.  | Points  | Class.   | Points   | Class. | Points | Class.       | Points       |
| 1967             | 1967             | 13e     | 44      | 4e       | 33       | 16e    | 8      | 18e          | 3            |
| 1968             | 1968             | 4e      | 102     | 1er      | 75       | 13e    | 17     | 17e          | 10           |
| 1969             | 1969             | 32e     | 9       | 25e      | 1        |        |        | 19e          | 8            |
| 1970             | 1970             | 45e     | 6       | 18e      | 6        |        |        |              |              |

#### Détail des victoires
| Saison / Épreuve | Slalom                 | Total |
| 1968             | Wengen Kitzbühel Aspen | 3     |
| Total            | 3                      | 3     |

### Arlberg-Kandahar
- K de diamant
- Vainqueur du Kandahar 1965 à Sankt Anton
  - Vainqueur des slaloms 1965 à Sankt Anton et 1966 (I) à Mürren